# Ixtaczoquitlán
Ixtaczoquitlán – miasto w Meksyku, w stanie Veracruz.